# Sân vận động Teddy

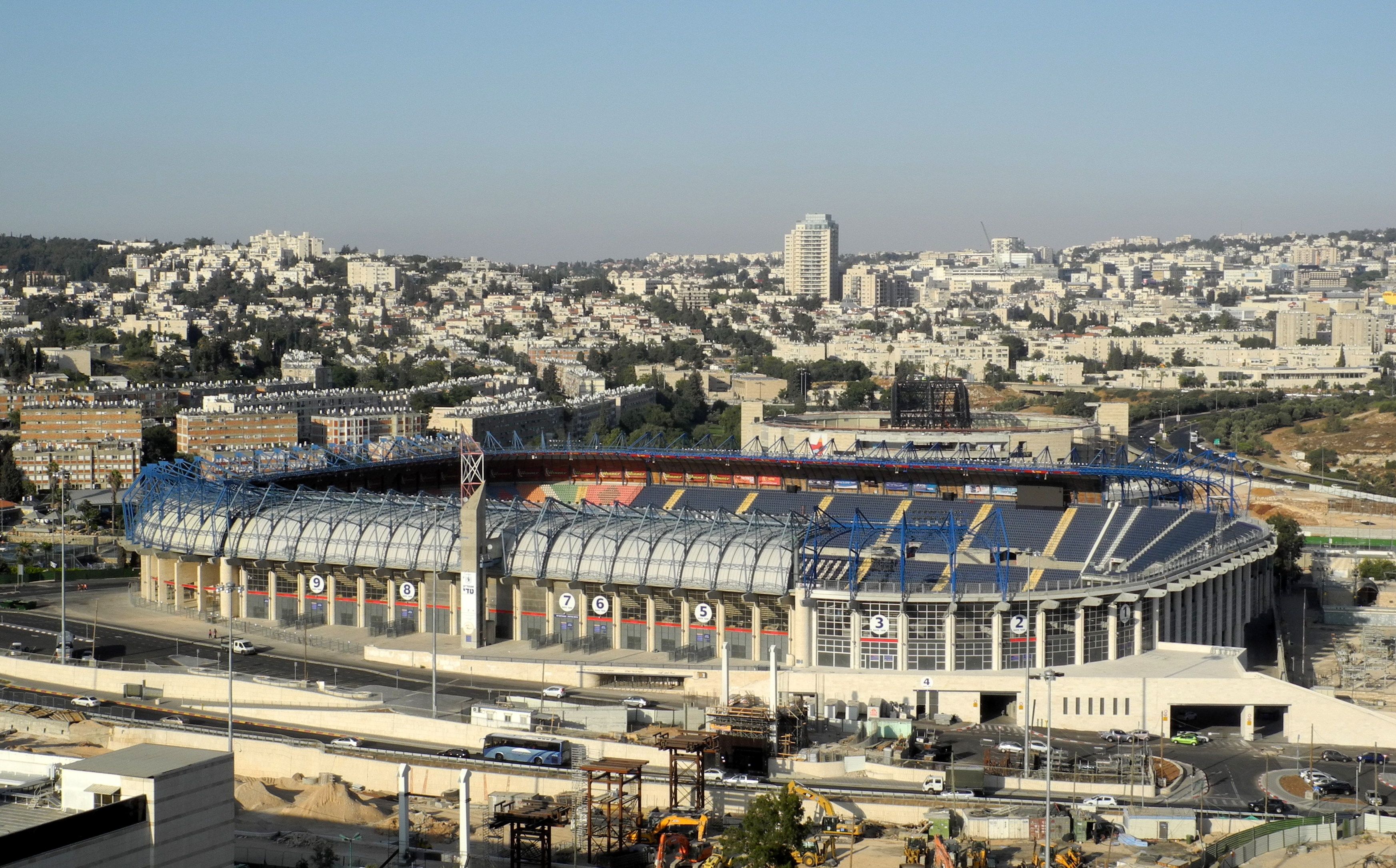
Sân vận động Teddy của Jerusalem, sân vận động lớn nhất của đội tuyển bóng đá quốc gia Israel

Sân vận động Teddy (tiếng Hebrew: אצטדיון טדי) là một sân vận động thể thao trong khu vực Malha của Jerusalem, Israel. Bốn đội bóng đá hiện đang sử dụng sân vận động là: Beitar Jerusalem, Hapoel Katamon Jerusalem, Beitar Nordia Jerusalem và đội tuyển bóng đá quốc gia Israel cho các trận đấu trên sân nhà.
Sân vận động được đặt theo tên của thị trưởng Jerusalem lâu năm Teddy Kollek, người đang ở trong văn phòng trong thời gian xây dựng và là một trong những người ủng hộ nổi bật của sân.

## Lịch sử
Đối với Beitar, sân vận động là một bản nâng cấp lớn sau nhiều năm chơi tại Sân vận động YMCA, có biệt danh là "Hộp cát". Trong giai đoạn đầu tiên, chỉ có phía tây và phía đông của sân vận động được xây dựng, cho sân sức chứa hơn 14.000 người. Năm 1999, công việc đã hoàn thành ở phía bắc, tăng sức chứa lên 21.600 người.
Sân vận động này là một trong những sân vận động mới nhất ở Israel và là một trong số ít gần đạt được tất cả các tiêu chuẩn châu Âu. Sân có thể tiếp cận được cho người khuyết tật, có phòng tắm hiện đại và có nhiều khu vực nhượng bộ rộng rãi, một sự kết hợp rất khó tìm thấy ở nhiều sân vận động của Israel. Sân vận động có 5.000 điểm đỗ xe trong khuôn viên của nó, và được kết nối với Trung tâm thương mại Malha và các cơ sở đỗ xe của nó bằng một cây cầu dành cho người đi bộ.
Sân vận động nằm ở Đường cao tốc Begin và vừa qua Ga xe lửa Malha, nơi đảm bảo việc đi lại bằng đường bộ và đường sắt thuận tiện đến phần còn lại của Israel.
Với vị trí gần sân cỏ và âm thanh tuyệt vời, Sân vận động Teddy đã tổ chức một số trận đấu của đội tuyển bóng đá quốc gia Israel, lễ khai mạc Đại hội Thể thao Maccabiah và các sự kiện công cộng khác.
Một khán đài phía nam đã được hoàn thành vào ngày 3 tháng 6 năm 2013, tăng sức chứa chỗ ngồi lên 31.733 chỗ ngồi.
Sân vận động Teddy là một trong những địa điểm cho Giải vô địch bóng đá U-21 châu Âu 2013 và đã tổ chức trận đấu chung kết của giải đấu.
Trận đấu chính thức đầu tiên của đội tuyển bóng đá quốc gia Israel tại sân vận động mới được diễn ra vào ngày 31 tháng 3 năm 2015. Israel đã thi đấu với đội tuyển bóng đá quốc gia Bỉ trong trận đấu vòng loại giải vô địch bóng đá châu Âu 2016 và đã thua với tỷ số 0–1.

## Cổ động viên
Trong các trận đấu của Beitar, nhóm La Familia thường chiếm các phần phía đông của sân vận động. Họ được biết đến là người có tiếng nói và gây tranh cãi nhất trong sân vận động.

## Cải tạo
Vào tháng 9 năm 2016, một hệ thống năng lượng mặt trời mới có thể sản xuất 685 KW điện mỗi giờ đã được lắp đặt trên sân vận động Teddy.
Vào giữa năm 2018, sân vận động Teddy đã bắt đầu được cải tạo, khi thành phố Jerusalem tuyên bố sẽ giao 25 triệu shekel cho việc nâng cấp sân vận động. Danh sách những thứ đã được hoàn thành cho đến cuối năm nay:
- Phòng thay đồ cải tạo.
- Phòng khởi động của cầu thủ cải tạo.
- Băng ghế dự bị mới của cầu thủ.
- Lắp đặt hệ thống âm thanh chuyên nghiệp.

Vào tháng 2 năm 2019, giai đoạn thứ hai của việc cải tạo đã được bắt đầu và sau một năm - vào tháng 5 năm 2020, nó đã được hoàn thành:
- Mái che mới cho khán đài phía nam.
- Mở rộng hệ thống năng lượng mặt trời trên mái che của khán đài phía nam.
- Lắp đặt hệ thống đèn LED mới chiếu sáng xung quanh sân vận động.
- 8 hộp VIP mới ở khán đài phía tây.

Vào tháng 1 năm 2020, thành phố Jerusalem đã quyết định phân bổ hơn 30 triệu shekel cho các cải tiến và tính năng tiếp theo:
- Thay thế 6000 ghế cũ còn lại ở khán đài phía bắc bằng ghế mới hiện đại.
- Mở rộng hệ thống âm thanh trên mái che của khán đài phía nam.
- Di chuyển màn hình LED từ khán đài phía đông sang mái che mới của khán đài phía nam.

## Các trận đấu quốc tế
| Ngày                 |                  | Kết quả |                 | Giải đấu                 | Khán giả |
| -------------------- | ---------------- | ------- | --------------- | ------------------------ | -------- |
| 15 tháng 4 năm 1998  | Israel           | 2–1     | Argentina       | Giao hữu                 |          |
| 9 tháng 2 năm 2003   | Israel           | 3–3     | Croatia         | Giao hữu                 |          |
| 14 tháng 11 năm 2012 | Israel           | 1–2     | Belarus         | Giao hữu                 |          |
| 6 tháng 6 năm 2013   | Tây Ban Nha      | 1–0     | Nga             | U-21 Euro 2013           | 10.000   |
| 9 tháng 6 năm 2013   | Hà Lan           | 5–1     | Nga             | U-21 Euro 2013           | 7.500    |
| 11 tháng 6 năm 2013  | Israel           | 1–0     | Anh             | U-21 Euro 2013           | 22.150   |
| 18 tháng 6 năm 2013  | Tây Ban Nha      | 4–2     | Ý               | U-21 Euro 2013           | 29.300   |
| 31 tháng 3 năm 2015  | Israel           | 0–1     | Bỉ              | Vòng loại Euro 2016      | 29.750   |
| 13 tháng 10 năm 2015 | Israel           | 1–2     | Síp             | Vòng loại Euro 2016      | 25.300   |
| 9 tháng 10 năm 2016  | Israel           | 2–1     | Liechtenstein   | Vòng loại World Cup 2018 | 9.000    |
| 9 tháng 10 năm 2017  | Israel           | 0–1     | Tây Ban Nha     | Vòng loại World Cup 2018 | 28.700   |
| 21 tháng 5 năm 2019  | Beitar Jerusalem | 2–1     | Atlético Madrid | Giao hữu câu lạc bộ      | 30.000   |
| 16 tháng 11 năm 2019 | Israel           | 1–2     | Ba Lan          | Vòng loại Euro 2020      | 16.700   |

## Hình ảnh

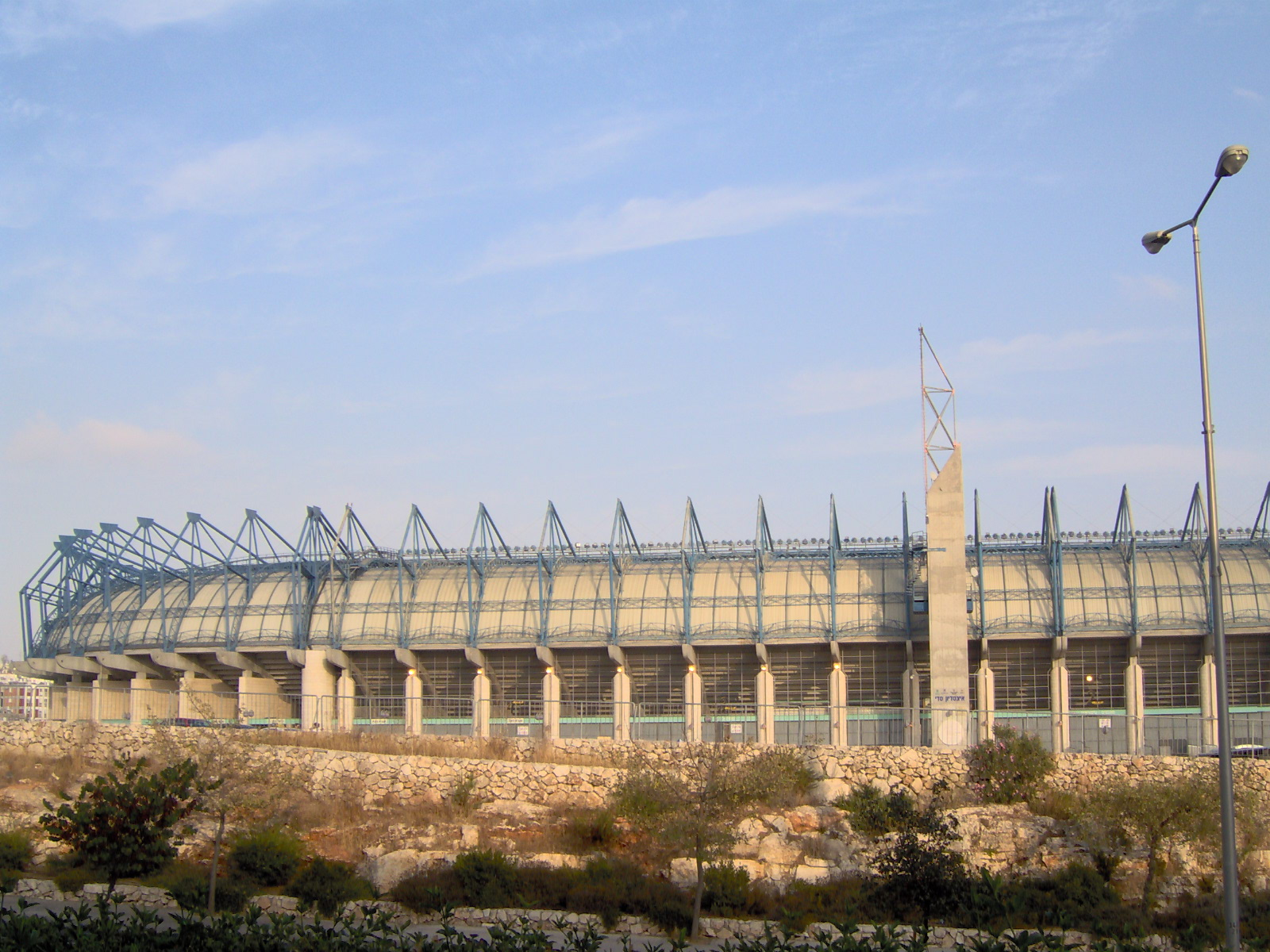
2006
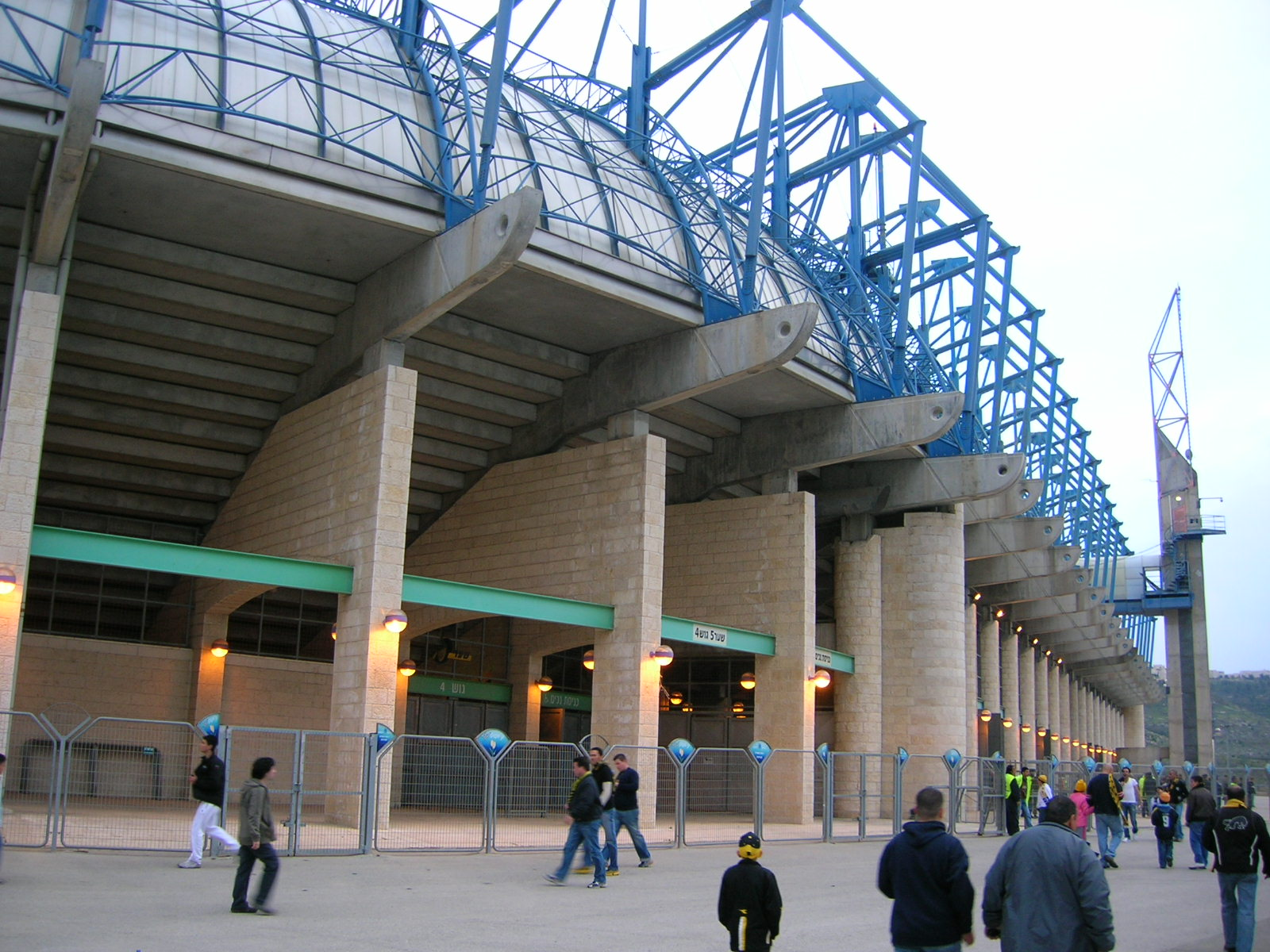
2007
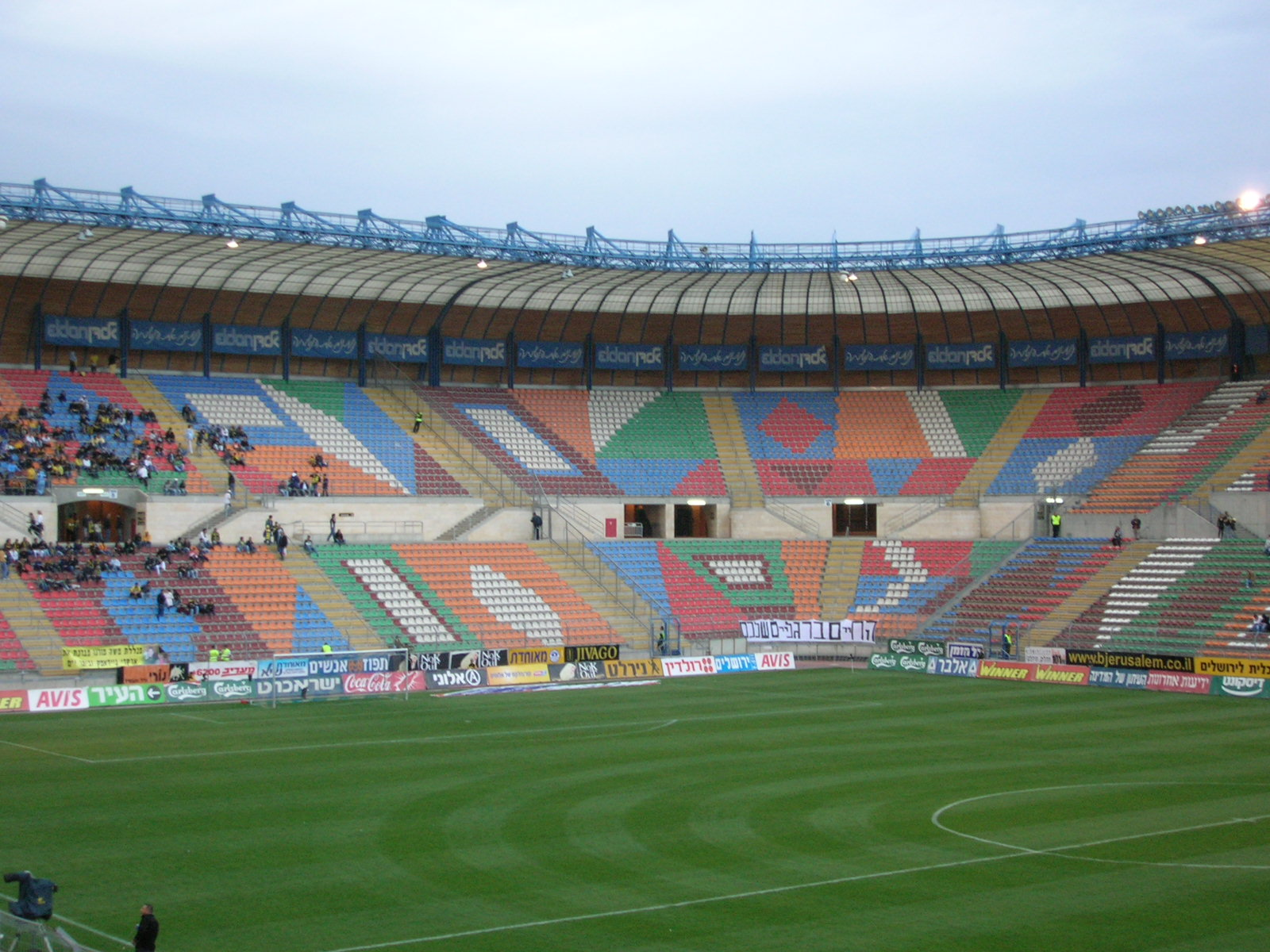
2007
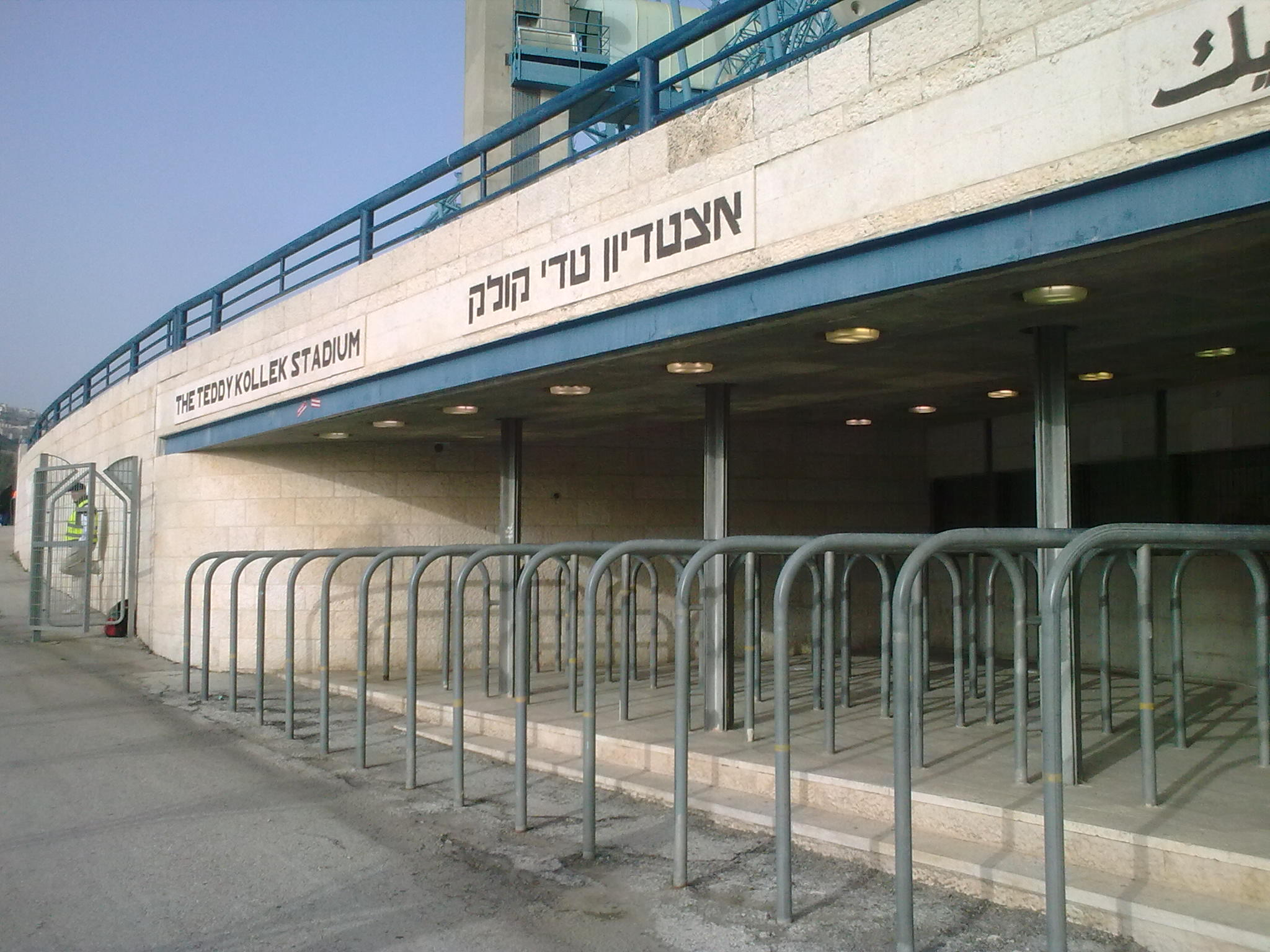
2011